# Проспект Металургів (Запоріжжя)
У Вікіпедії є статті про інші проспекти з назвою Проспект Металургів
Проспéкт Металýргів — проспект в центральній частині міста Запоріжжя. Розташований у лівобережній частині Дніпровського району. Проспект розпочинається від Південного шосе, перетинає вулицю Рекордну, вулицю Незалежної України, проспект Соборний, вулицю Богдана Хмельницького і закінчується вулицею Перемоги.
Перехрестя проспектів Металургів і Соборного — найжвавіше місце. Дістатися до зупинки «Проспект Металургів» можна практично з будь-якої точки міста — на тролейбусах або автобусах.

## Історія
Проспект був закладений та забудований у 1929 році як алея Ентузіастів імені Серго Орджонікідзе.
За часів німецької окупації проспект носив ім'я Тараса Шевченка. У грудні 1949 року алею Ентузіастів було перейменовано на проспект Сталіна.
14 листопада 1961 року проспект отримав сучасну назву.
1963 року на початку проспекту Металургів встановлено пам'ятник Металургу, автором якого є відомий запорізький скульптор Іван Носенко. 10 липня 2012 року, напередодні Дня металургу відбулося відкриття реконструйованого пам'ятника металургу. Останній раз реконструкція пам'ятника була проведена в 2016 році, його відкриття відбулося 8 липня.
У 1930-х роках в одному будинку № 26 був розташований американський магазин з обмеженим рівнем доступу. Тут обслуговували французьких та німецьких інженерів, які працювали на будівництві греблі ДніпроГЕСу. На вході стояв швейцар. Штори на вікнах магазина були глухі, тому не було видно, що усередині. За вітринним склом про людське око стояли книги. Директором магазина був Арон Брукман. У 1940 році, коли іноземці виїхали, магазин було відкрито для всіх верств населення. В будинку навпроти розташовувався магазин імені Мікояна.

## Об'єкти
Навпроти сучасного ресторану «Макдональдс», через проспект Соборний, підноситься сталевий шпиль. Офіційно — це пам'ятник промисловому Запоріжжю. Стела прикрашена металевими наліпками — зразками продукції запорізьких металургійних заводів. Куди цікавіша неофіційна назва пам'ятки — в народі її кличуть «Пам'ятником загиблому туалету», адже стела споруджена у 2002 році якраз на місці колишнього громадського туалету. Багато запоріжців дотепер згадують його з легким смутком — до того красивим був туалет, що побудований за проектом відомого архітектора Григорія Орлова і простояв на головній міській вулиці майже сім десятків років.
На перехресті проспекту Металургів та вулиці Богдана Хмельницького розташований своєрідний сувенір годинників Другої світової війни. На будинку № 19 досі можна побачити слід від першого артобстрілу Запоріжжя гітлерівцями. Ці «шрами» будівля отримала 18 серпня 1941 року після попадання в нього міни.
Проспект Металургів вниз від проспекту Соборного, у напрямку вулиці Богдана Хмельницького (колишній 8-й квартал довоєнного 6-го селища), забудований типовими конструктивістськими будинками. Ці будівлі геть позбавлені пафосу і надмірностей, химерності і прикрас — прості і максимально функціональні. Конструктивісти відкидали будь-яке запозичення з архітектурної спадщини минулих епох. Художньої виразності своїх споруд вони досягали граючи на контрастах — гладких стін з великими заскленими площами, широких горизонталей вікон з вузькими вертикалями скляних сходових кліток.
Справжній шедевр конструктивізму можна побачити по іншу сторону проспекту Соборного, якщо трохи пройтися по проспекту Металургів у напрямку Південного шосе. У 1932 році тут (колишній 6-й квартал 6-го селища) було побудовано ціле амбулаторне містечко: поліклініка, диспансер і аптека (тепер комплекс належить КНП «Міська клінічна лікарня № 3»). Всі тутешні будівлі облицьовані вірменським туфом — каменем грубої фактури темно-рожевого кольору. Такими ж плитами, до речі, облицьовані будівлі машинного залу і управління ДніпроГЕС — символу Запоріжжя.
Навпроти лікарні, по іншу сторону вулиці Незалежної України, починається 3-й квартал. Його родзинка — так званий «Круглий будинок». Яскрава будівля всього міста побудована 1938 року за проєктом архітектора Лаврова. Оригінальну форму будинку у вигляді величезної букви «С» запоріжці часто пояснюють з вигадкою — мовляв, це перша буква величезного слова «Сталін», яке планували написати будинками.

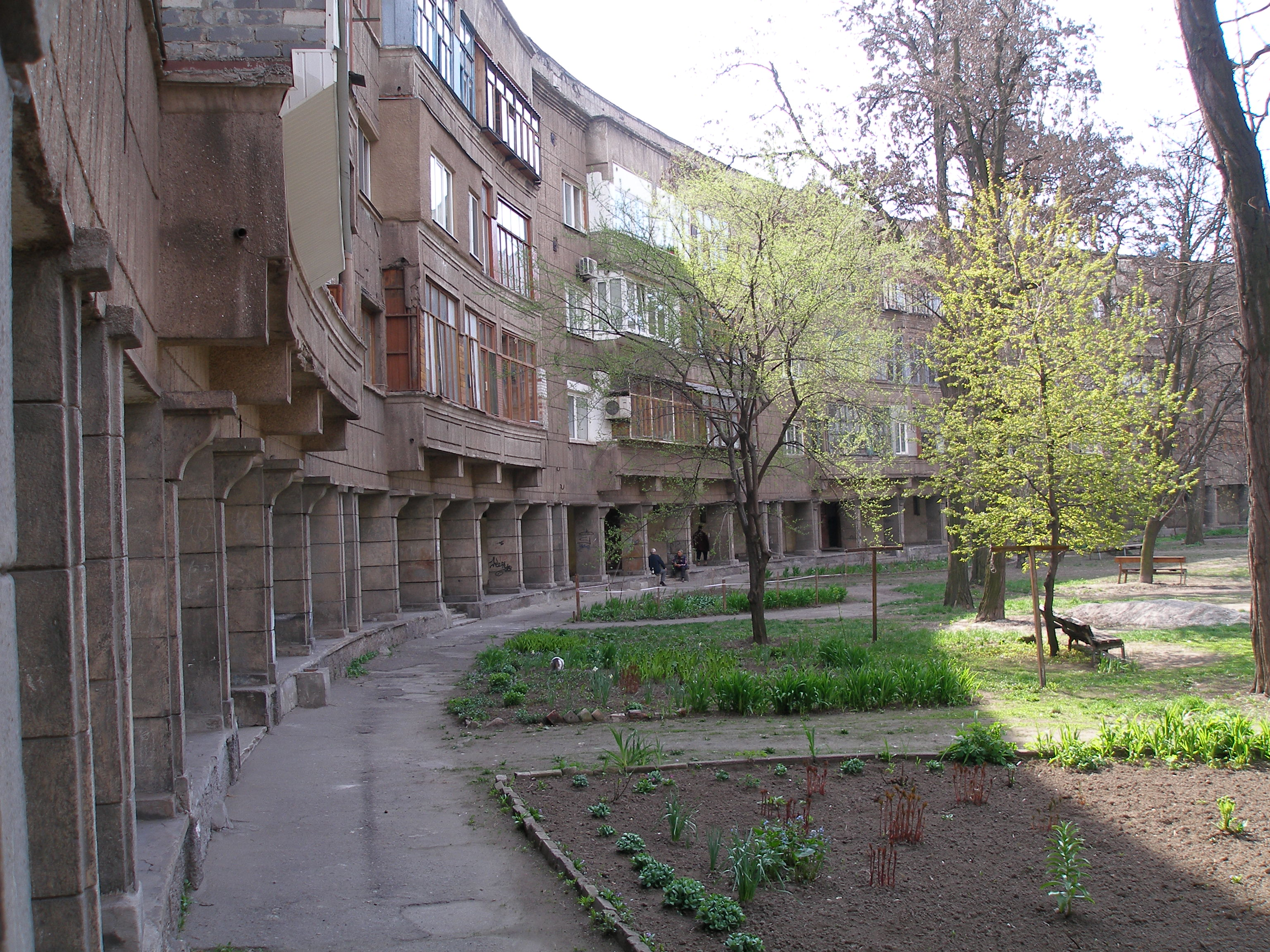
«Круглий будинок», Соцмістечко
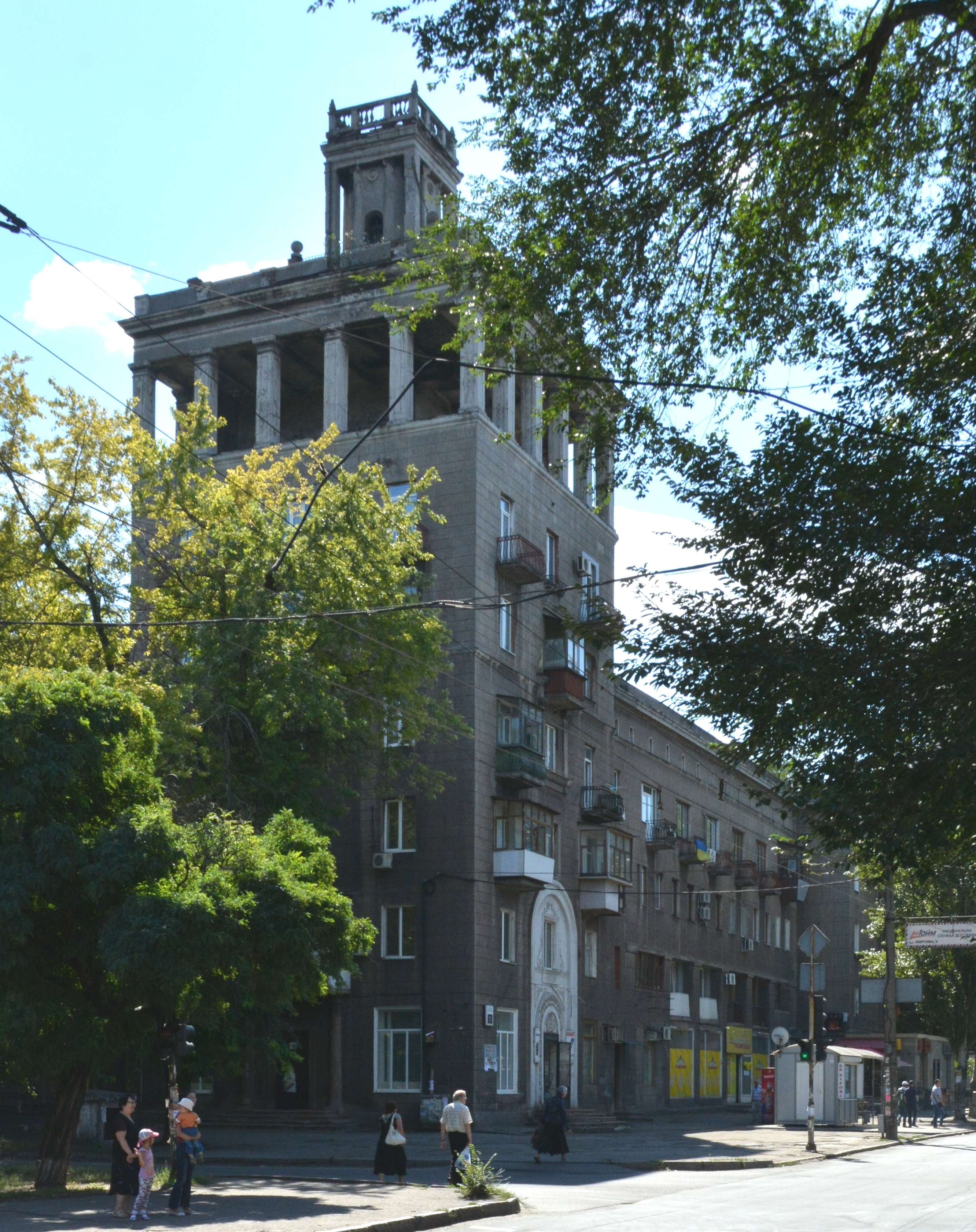
Проспект Металургів, 1
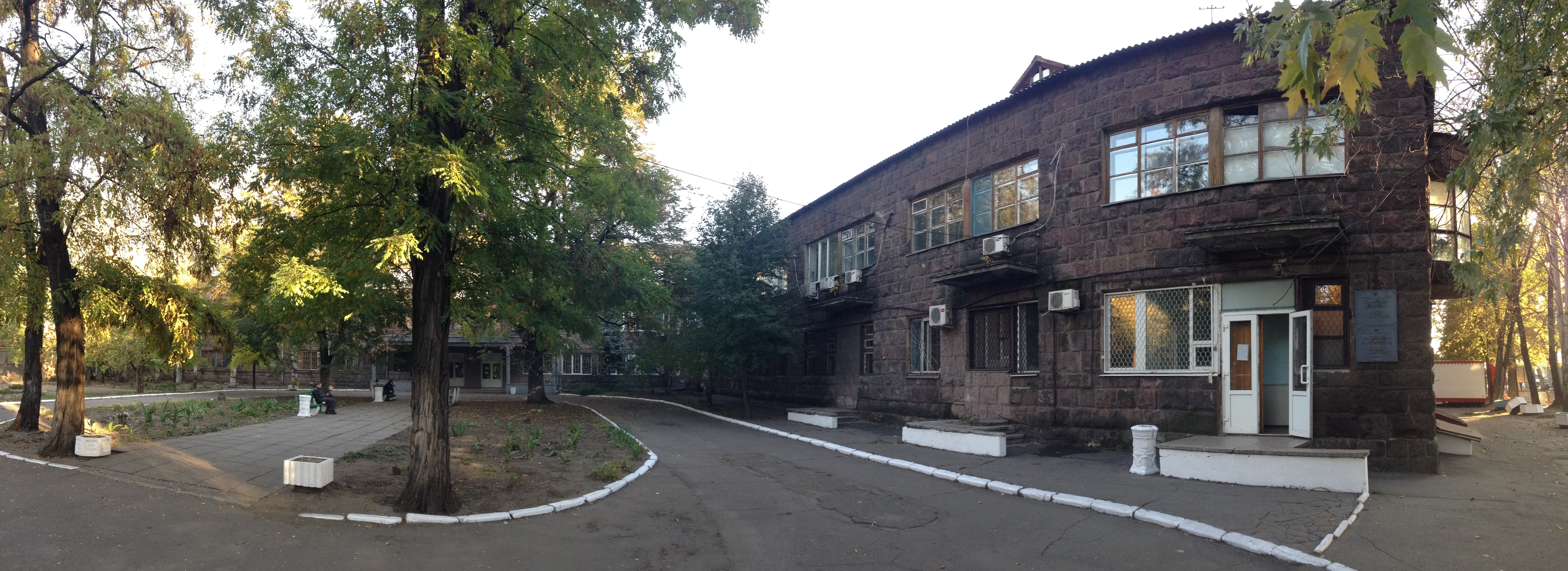
Міська лікарня № 3»

Проїзд у двір «Круглого будинку» (його діаметр, до речі, цілих 150 метрів) обрамували два незвичайних будинки-близнюки. Їх стіни поцятковані круглими отворами і «змальовані» з давньоримської гробниці Еврісака.
Уздовж проспекту Металургів можна згадати чотири творіння архітектора Ольги Яфи — будинки узагальненого побуту. Квартету цих будівель Ольги Яфи властиві типові межі робіт архітектора-конструктивіста — об'єми сходових кліток, що округляють, з вузькими витягнутими вікнами-«градусниками», плоскою крівлею і балконами, що нагадують палубу корабля.
Крайні будівлі цього ряду при будівництві були облицьовані вірменським туфом. Центральні ж будинки були обштукатурені і пофарбовані в білий колір — для контрасту. Після Другої світової війни, при відновленні, вони придбали пишніші і витонченіші фасади з новими художніми елементами. Такі зміни, яким піддалися більшість будівель зруйнованого під час бойових дій Соцміста, символізували перемогу над фашизмом.
Прямо на куті проспектів Соборного та Металургів підноситься одна із знаменитих запорізьких веж — семиповерховий будинок-вежа, побудований у 1949 році за проєктом архітектора Козлінера. На цю «висотку» сповна можна назвати місцевою «Пізанською баштою», адже наприкінці ХХ століття будинок накренився, більш ніж на 2° від горизонту. Між баштою і примикаючою будівлею утворилася тріщина в 10 см. Вирівняли цю конструкцію лише за допомогою закаченого під фундамент рідкого скла. До всього іншого під час реконструкції башта обзавелася і симпатичною прикрасою — флігелем зверху, особливо прекрасна в темний час доби, коли включається підсвічування.
15 грудня 1952 року, на 6-му селищі, було відкритий монументальний Палац культури. У післявоєнні часи його збудували працівники Дніпровського алюмінієвого заводу (майбутнього — «ЗАлК»), на місці зруйнованого під час Другої світової війни  Будинку культури працівників кольорової металургії. Палац культури був одним із знімальних майданчиків фільму «Весна на Зарічній вулиці». 
1956 року встановлений бронзовий пам'ятник російському революціонеру та радянському діячу Сергію Кірову поруч з Палацом культури «ЗАлК» (просп. Металургів, 1А), який до початку 2000-х років називався на його честь. Скульптором пам'ятника С. М. Кірову був Іван Кавалерідзе, архітектором — Галина Петрашевич.

## Сучасність
2002 року проспект Металургів зазнав значної реконструкції.

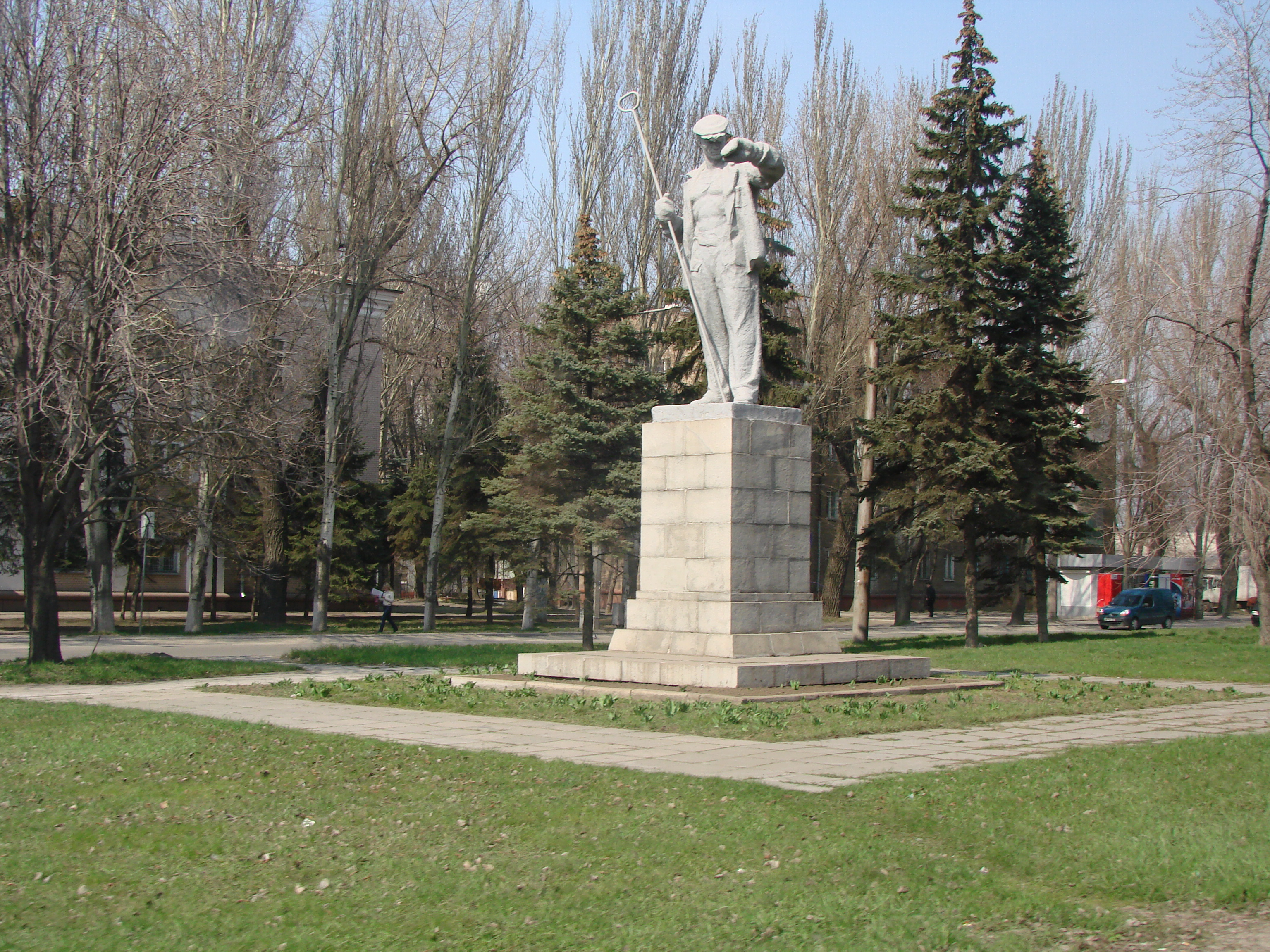
Пам'ятник Металургу
Монумент на честь промзони міста Запоріжжя
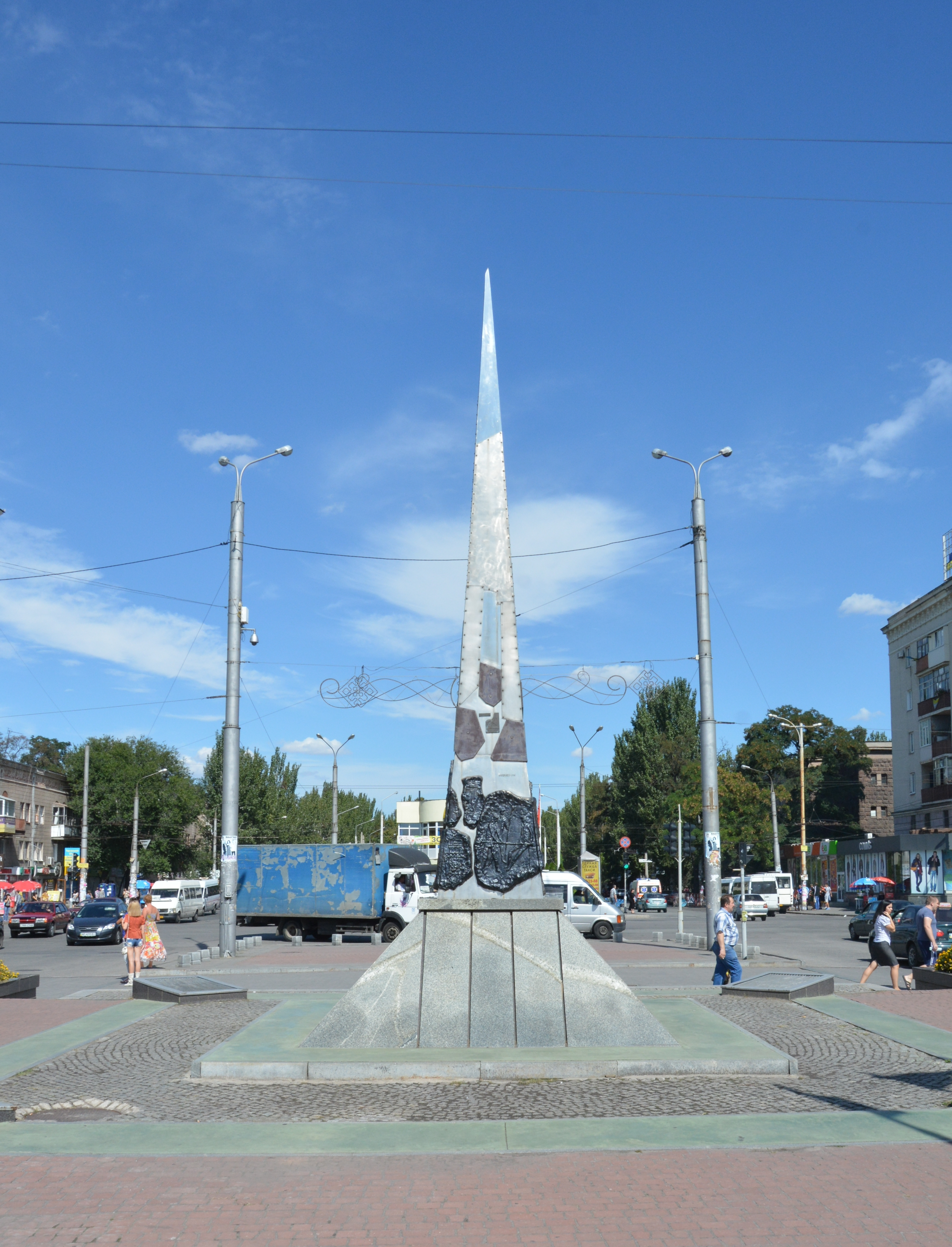
Стела прикрашена зразками металургійної продукції
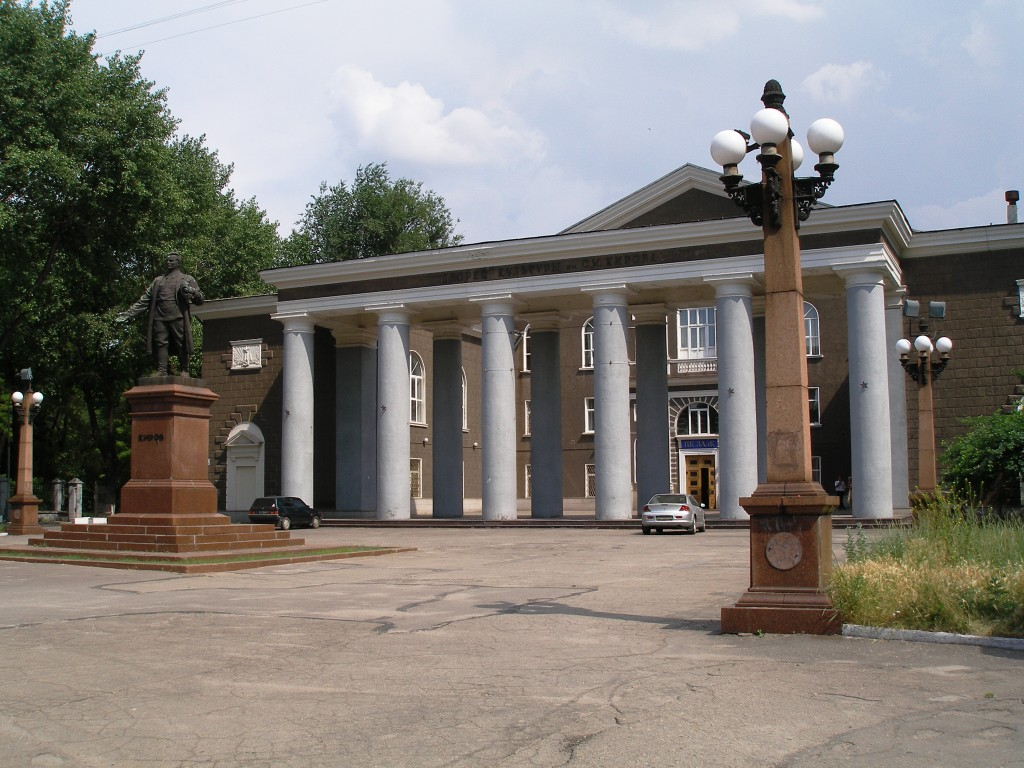
Пам'ятник С. М. Кірову біля палацу культури «ЗАлК» (демонтований 11 березня 2016 року)

15 листопада 2013 року на проспекті Металургів відкритий пам'ятник головному герою фільму «Весна на Зарічній вулиці» Олександру Савченку, якого зіграв Микола Рибников.
11 березня 2016 року демонтовано пам'ятник Сергію Кірову.

## Галерея

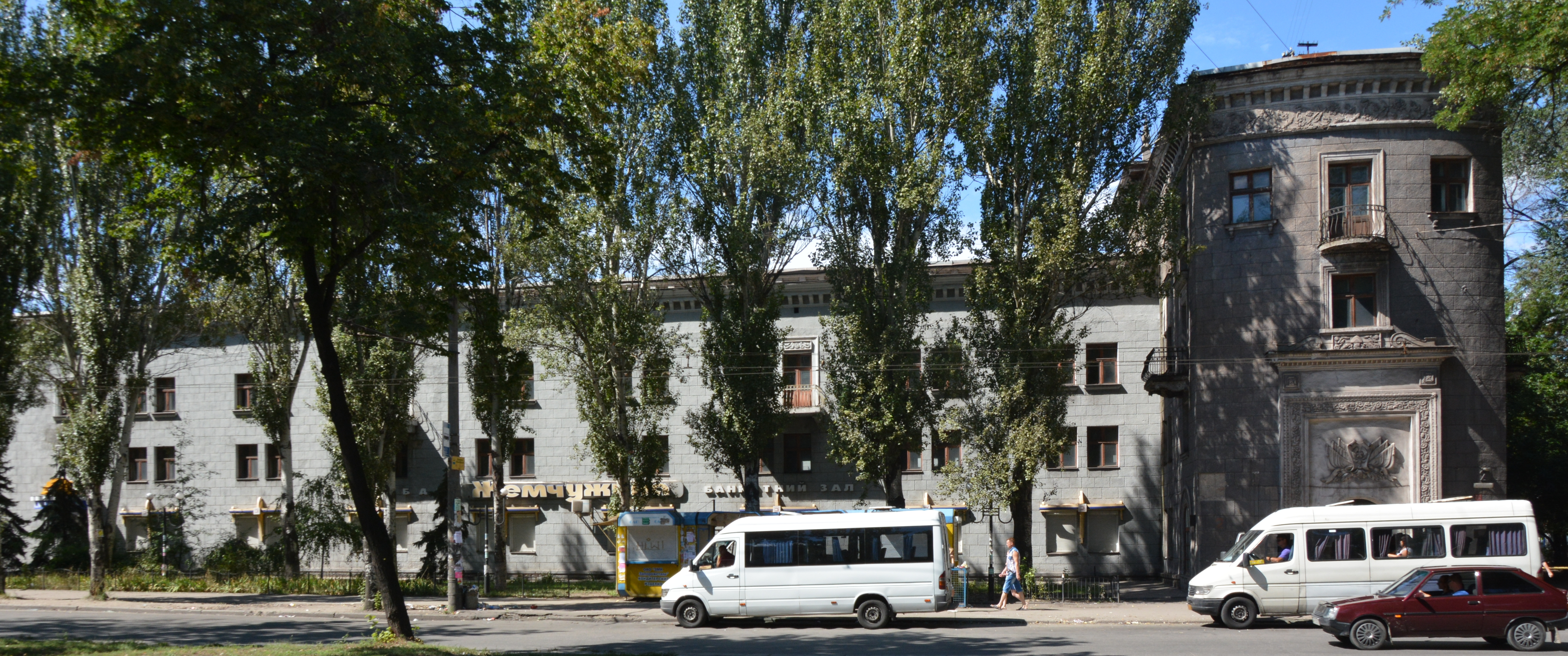
Проспект Металургів, 2
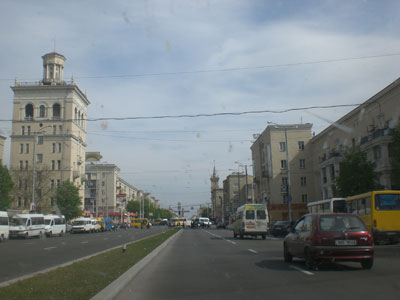
На перетині Соборного проспекта з проспектом Металургів
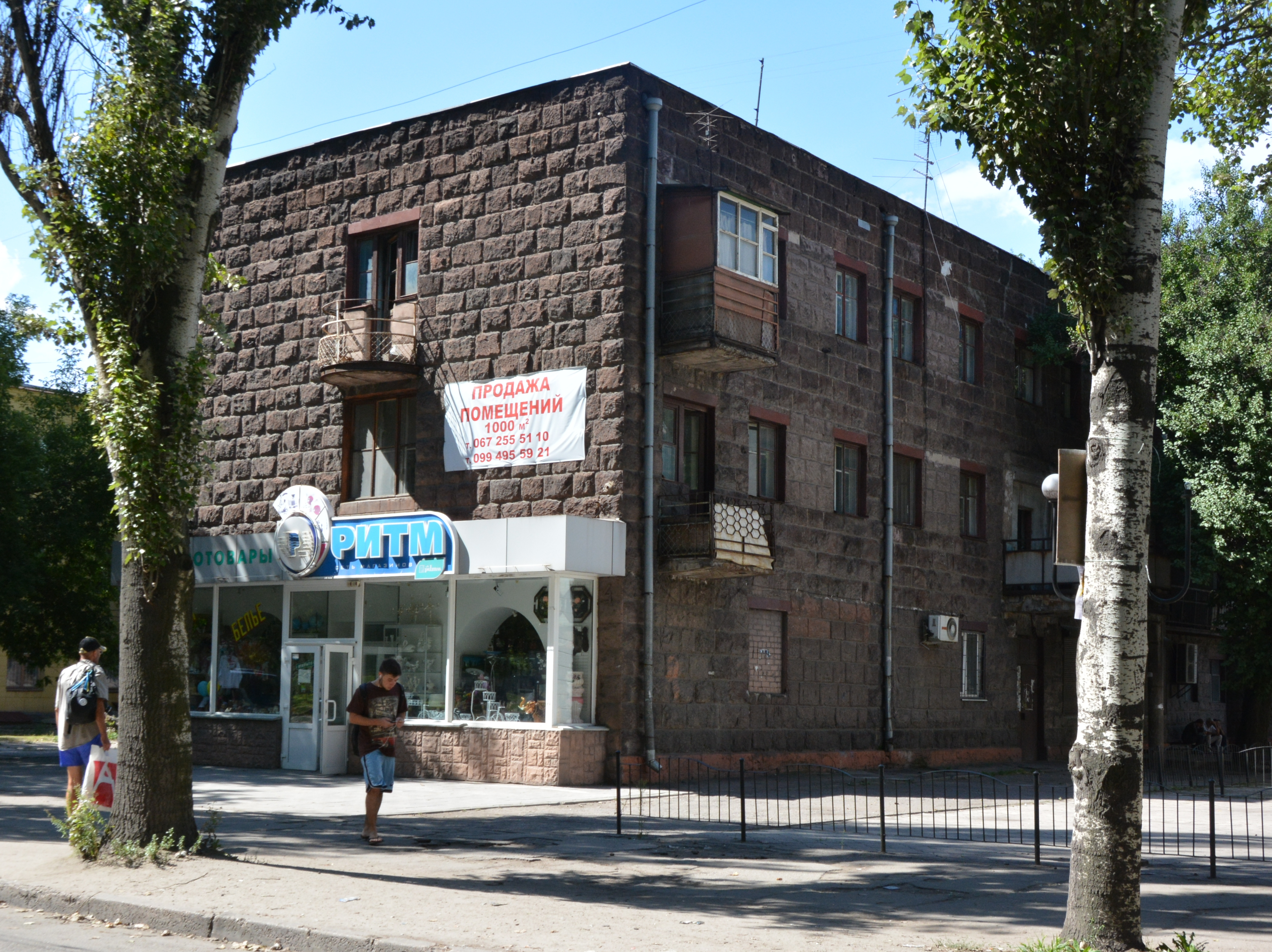
Проспект Металургів, 4 (архітектор — О. А. Яфа)
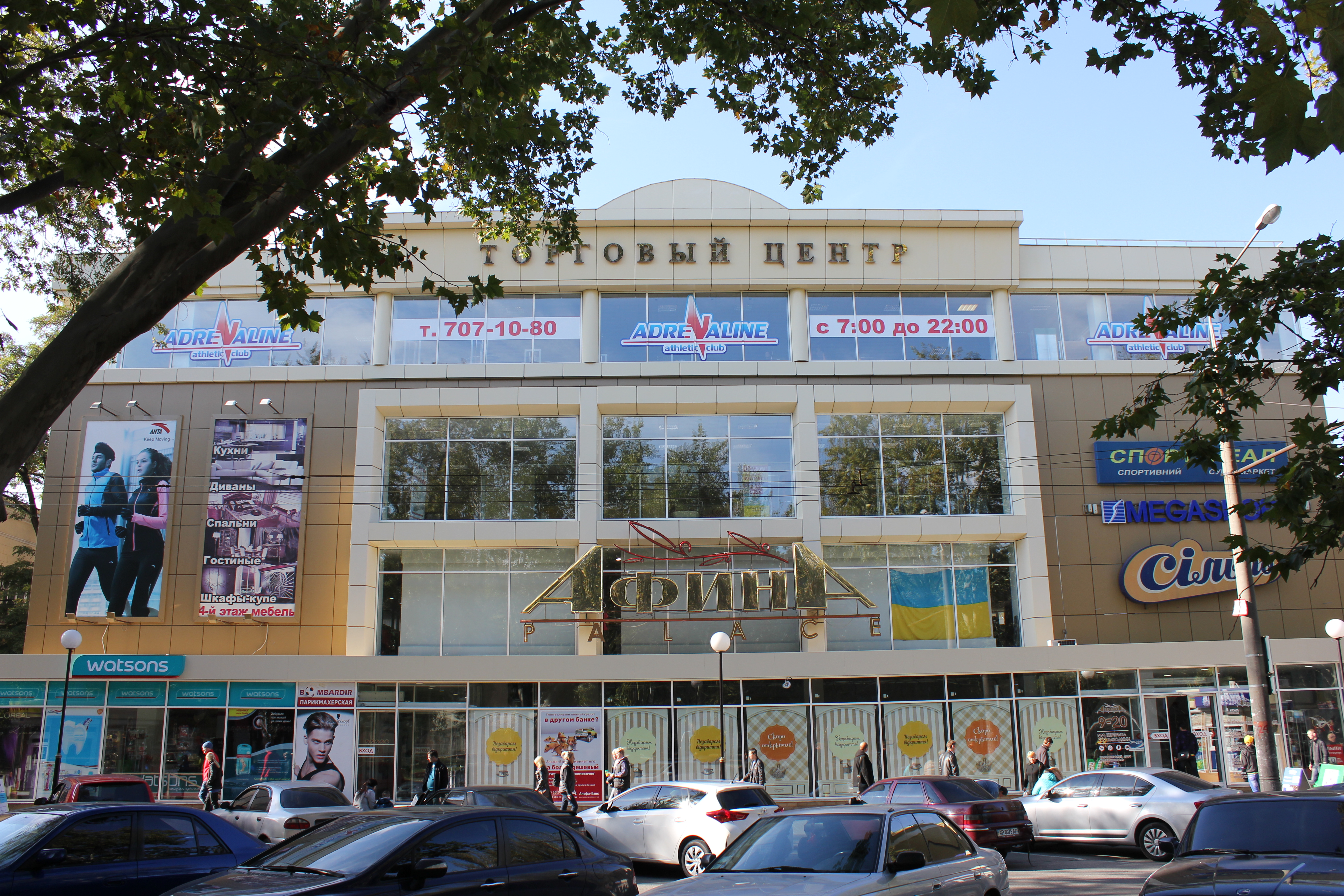
Проспект Металургів, 8Б

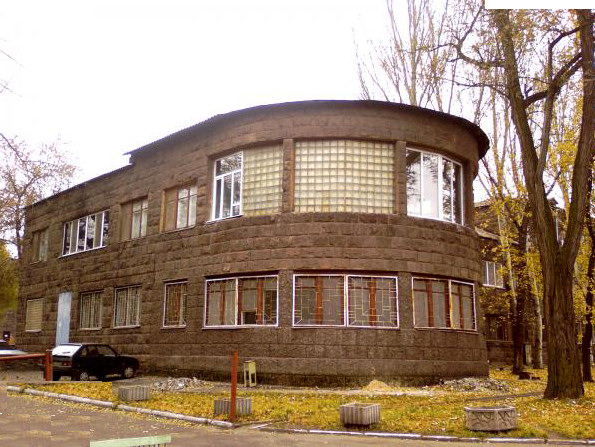
Будівля 1932 року (амбулаторія Соцміста)
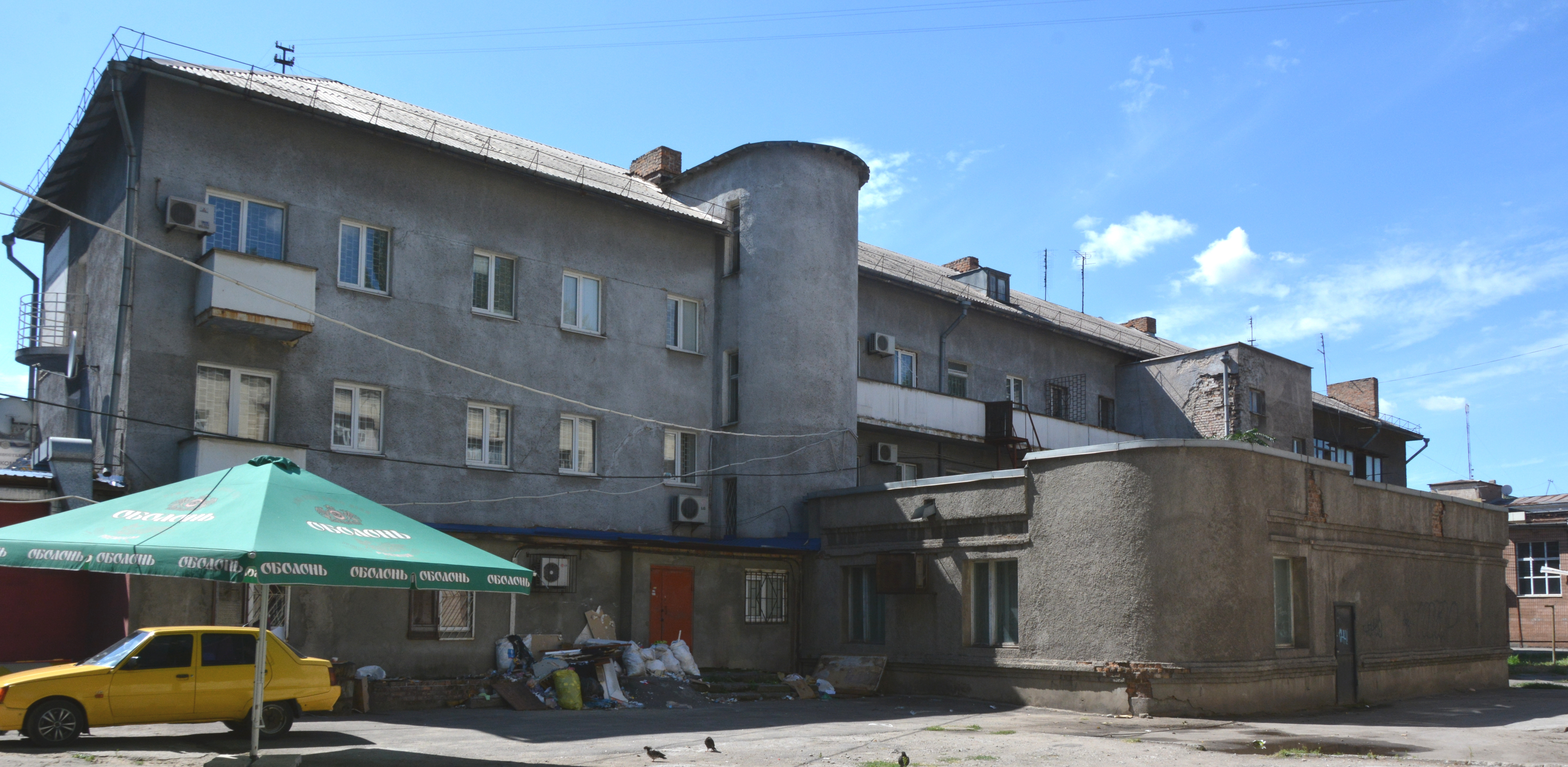
Проспект Металургів, 12
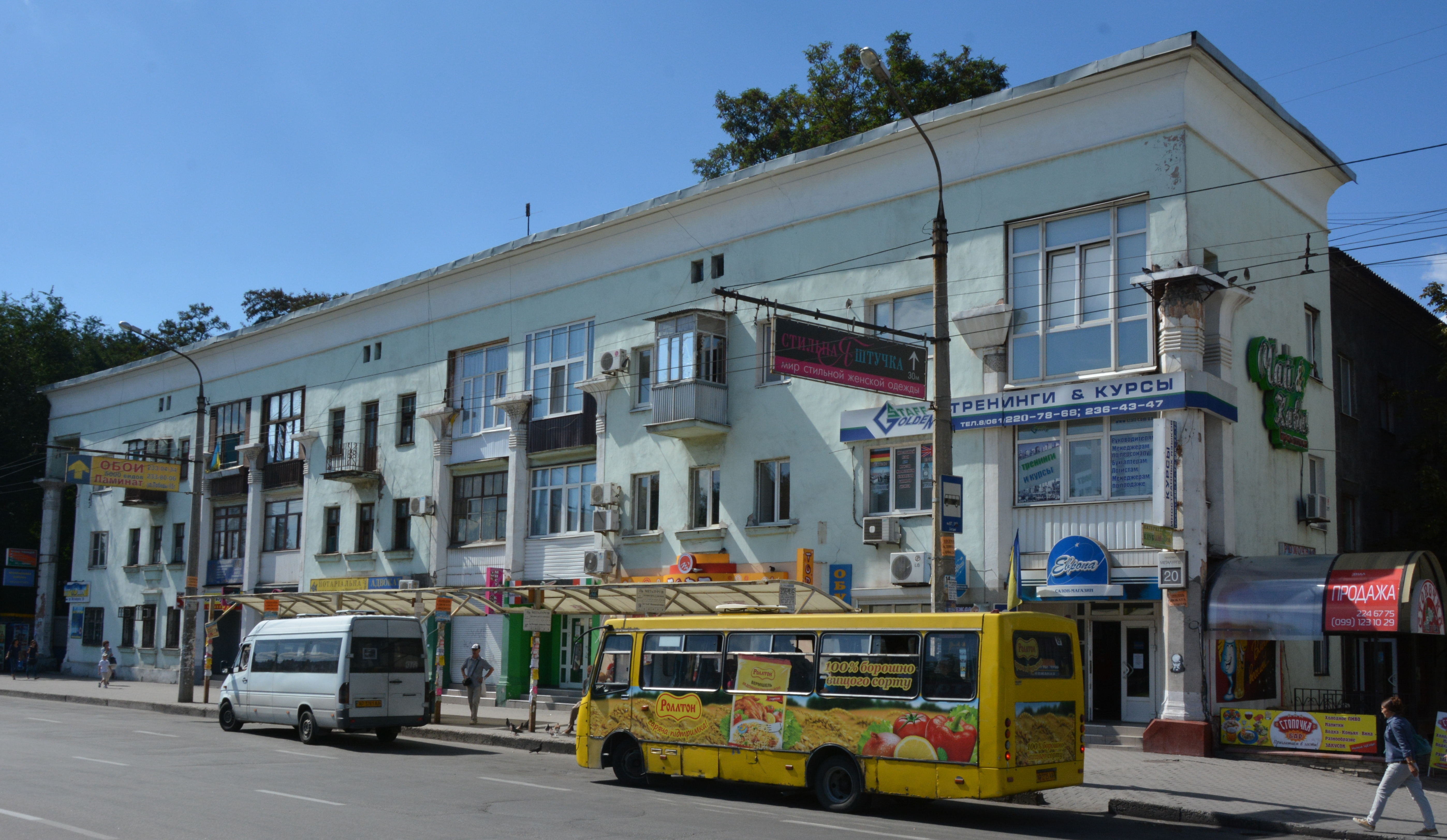
Проспект Металургів, 20
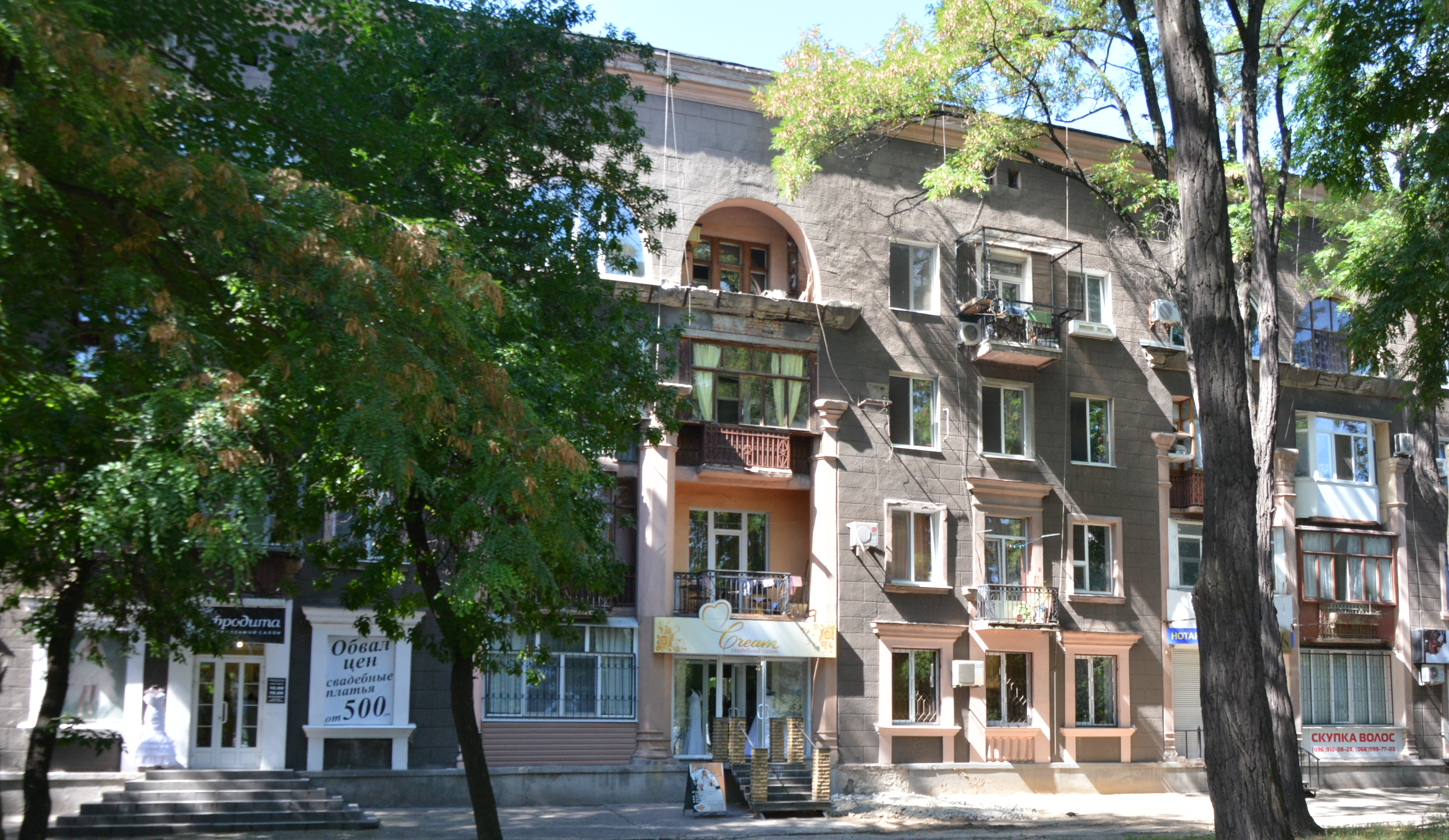
Проспект Металургів, 22
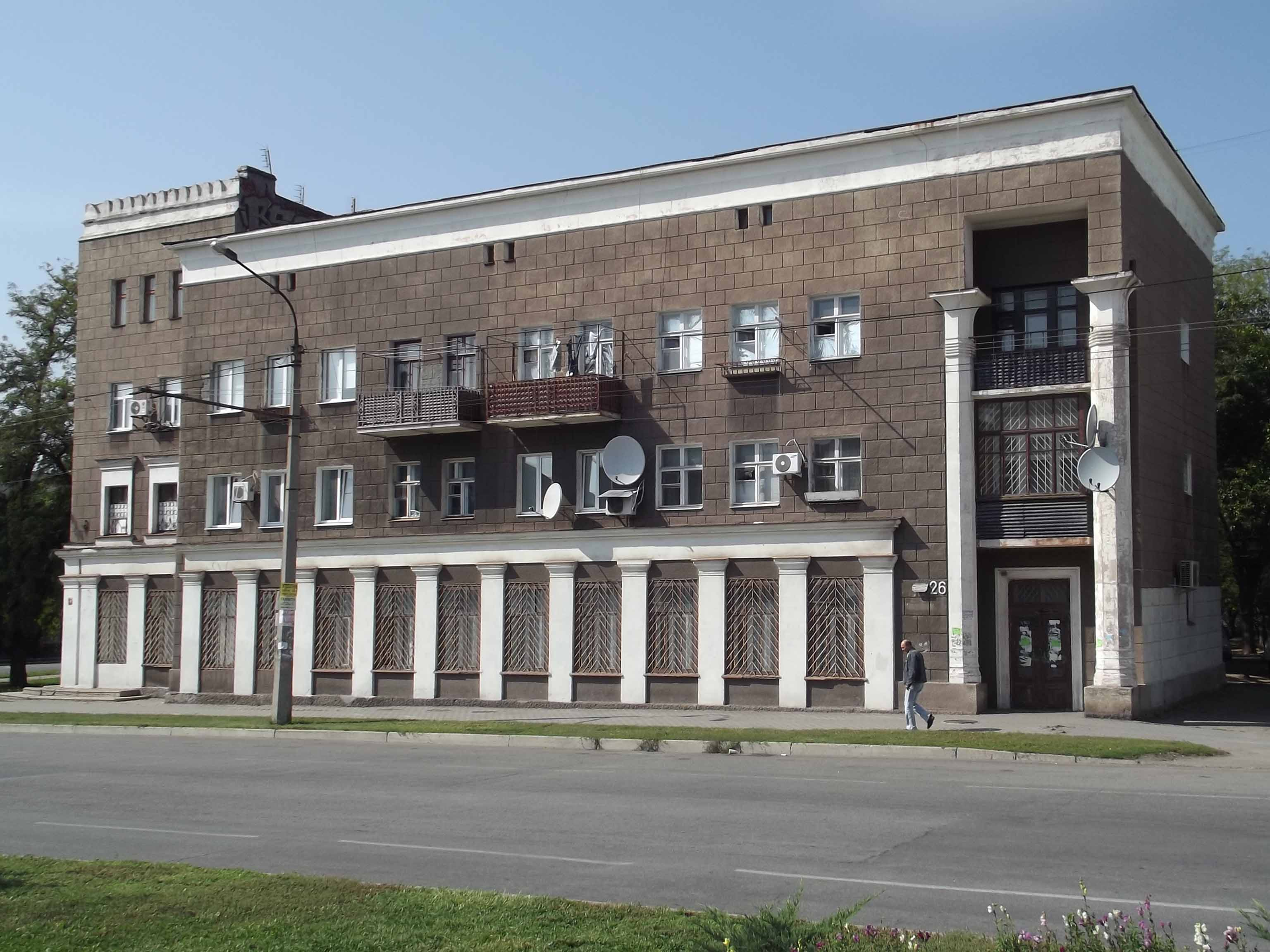
Проспект Металургів, 24

## Цікавий факт
На місці, де зараз розташований «Макдональдс», були встановлені скульптури льотчика і танкіста. Скульптури льотчика і танкіста з'явилися на алеї Ентузіастів влітку 1936 року. Разом з ними на головній вулиці 6-го селища тоді ще оселилися, наприклад, юний будівельник і піонер. І ще десятки гіпсових квіткових вазонів. В ногах у льотчика і танкіста був і так званий «квітковий календар» — клумба, на якій кожен день з квітів повинні були складати нову дату. В цілому — дуже примітне місце Запоріжжя передвоєнних років, популярне місце зустрічей і відпочинку городян. Але скульптура льотчика і танкіста не збереглася за часів німецької окупації.